# 藤井謙汰
藤井 謙汰（ふじい けんた、1994年4月4日 - ）は、三重県鈴鹿市出身のオートバイレーサー。2011年の全日本ロードレース選手権J-GP3クラスチャンピオン。2012年よりロードレース世界選手権Moto3クラスに参戦する。

## 経歴
ホンダのワークスライダーだった藤井璋美を祖父に、レーシングチームを運営するTSR現代表の藤井正和を父に持つ。小学6年生のときからバイクに乗り始め、2005年からは鈴鹿サーキットで開催されている若手ライダー対象のレーシングスクール、SRS-Jに入校した。
2008年には全日本ロードレース選手権のGP-MONOクラスに、父正和が総監督を務める	F.C.C.TSRチームからフル参戦を開始、最終戦岡山で初優勝を挙げて年間ランキング2位となった。翌2009年にはランキング3位を記録、またこの年からはGP125クラスにも並行参戦を始めた。
GP-MONO3年目の2010年シーズン、鈴鹿高校の1年生になった謙汰は第3戦SUGOから最終戦鈴鹿まで4連勝を遂げ、ベテランの小室旭を4ポイント差で逆転して史上最年少となるシリーズチャンピオンに輝いた。また旧GP125クラスが改称となったJ-GP3クラスでは年間ランキング12位となった。
2011年シーズンも両クラスへの並行参戦を継続、チーム監督には新たに元125cc世界チャンピオンの坂田和人が就く体制となった。GP-MONOでは長島哲太に次ぐランキング2位に終わり、タイトル防衛は果たせなかった。いっぽうJ-GP3クラスには、2012年よりロードレース世界選手権で始まるMoto3クラス（125ccクラスの後継）に向けてホンダが開発を進めていた4ストローク250cc単気筒マシン、NSF250Rの先行量産機を駆って参戦。従来型の2ストローク125ccマシンに乗る徳留真紀や、同じNSF250Rの仲城英幸といったベテラン勢を僅差で抑えてチャンピオンを獲得した。
2012年シーズンはロードレース世界選手権Moto3クラスに、フランスのテクノマグCIPチームよりフル参戦を開始する。またそれに先立ち、2011年11月にはロードレーススペイン選手権（CEV）125GP/Moto3クラスの終盤2戦にNSF250Rを駆って参戦。ウェットレースとなった最終戦ヘレスでは前戦である全日本ロードレース最終戦での右足骨折も治らぬまま総合4位でフィニッシュ、ファステストラップを記録した。マシンはTSR ホンダを使用。チームメイトのアラン・ティシェがいくつかのレースで入賞圏内に食い込む結果を出していく一方、藤井はグリッド最後尾近辺のポジションから抜け出せないレースが続く。それどころかシーズンが進むごとに成績は悪化し、この年のベストリザルトは18位という暗澹たる内容となり、結局このシーズン、藤井はフル参戦ライダーの中でワーストに近い結果でノーポイントに終わった。そして、シーズン終了をもってMoto3から撤退。
2013年は直下カテゴリーであるスペイン選手権にステップダウンし、出直しをはかることとなった。だがこのクラスでも目立った戦果は挙げられずにシーズンを終えた。

## 主なレース戦績

### 全日本ロードレース選手権
| シーズン | クラス  | チーム           | バイク                     | 出走 | 優勝 | 表彰台 | PP | ポイント | シリーズ順位 |
| -------- | ------- | ---------------- | -------------------------- | ---- | ---- | ------ | -- | -------- | ------------ |
| 2008年   | GP-MONO | F.C.C.TSR        | ホンダ・CRF250             | 5    | 1    | 1      | 0  | 61       | 2位          |
| 2009年   | GP-MONO | TSR              | KTM・ACK250M               | 6    | 0    | 3      | 2  | 89       | 3位          |
| 2009年   | GP125   | TSR              | KTM・ACK250 ホンダ・RS125R | 6    | 0    | 0      | 0  | 20       | 16位         |
| 2010年   | GP-MONO | TSR              | ホンダ・ACH250M            | 6    | 4    | 5      | 3  | 141      | 1位          |
| 2010年   | J-GP3   | TSR              | ホンダ・RS125R             | 6    | 0    | 0      | 0  | 45.5     | 12位         |
| 2011年   | GP-MONO | F.C.C. TSR Honda | ホンダ・ACH250M            | 5    | 2    | 5      | 1  | 115      | 2位          |
| 2011年   | J-GP3   | F.C.C. TSR Honda | ホンダ・NSF250R            | 5    | 1    | 3      | 0  | 103      | 1位          |

- 2013年 - 全日本ロードレース選手権J-GP2ランキング20位 F.C.C.TSR BR TSR・TSR2
- 2014年 - 全日本ロードレース選手権J-GP2ランキング31位 F.C.C.TSR BR TSR・TSR2

### Moto3
- 凡例

| ライダー | バイク     | QAT | ESP | POR | FRA | CAT | GBR | NED | GER | ITA | IND | CZE | RSM | ARA | JPN | MAL | AUS | VAL | ポイント |
| -------- | ---------- | --- | --- | --- | --- | --- | --- | --- | --- | --- | --- | --- | --- | --- | --- | --- | --- | --- | -------- |
| 藤井謙汰 | TSR ホンダ | 21  | Ret | 23  | Ret | 25  | 24  | 27  | 23  | 25  | 18  | 26  | 22  | 26  | 18  | 27  | 22  | 23  | 0        |

- 2013年 - CEV Moto3 seasonランキング18位 TSR Honda